# غسان بن عبد الله الخروصي
غسان بن عبد الله الخروصي تم مبايعته بعد موت الإمام الوارث بن كعب يوم الاثنين سنة 192هـ في عهد هارون الرشيد، وقد قام غسان الإمام بحقوق الإسلام ومراشد الأنام للصالح العام في سلطنة عمان لفترة حكم امتدت مابين (808-823 ميلادياً).

## بعض أعماله
ومن أهم أعمال الإمام غسان خروجه إلى صحار لتوطيد الأمور هناك وذلك ان بوارج الهند وفارس بدا منها على بحر عمان فساد، فكانو يخرجون غزاة للبحر، فرآى الإمام من الضروري تأمين البحر لأن طريق المسلمين في البحر كطريقهم في البر يجب أن يكون آ مناً فخرج الإمام من نزوى قاصدا صحار وذلك لخمسة بقين من جمادى الأخرة سنة 201 هـ، فنظم لهم جندا يصادفهم في البر قطعا لفسادهم، فاتخذ الزوارق وهو أول من اتخذها لتأمين البحر وحماية شطوط عمان من القرصان الهنود، فغزا الجيش العماني قراصنة البحر أينما حلوا وأينما ضعنوا، فألقى الله الرعب في قلوبهم، فهربوا وانقطع فسادهم وزال بغيهم وعنادهم.
للإمام غسان أعمالا اختص بها وجعلها من بعده حجة يستند عليها، وقانونا يعتمد عليه، فهو أول إمام قطع يد سارق بعمان تنفيذا لحدود الله.
أمر الامام القاسم بن الأشعث وهو أحد زعماء الفلج أن يستر نفسه أي يختفي في مكان قريب من مجلس الإمام، ثم أرسل الإمام إلى القاضي الوحيد في نزوى وهو العلامة سليمان بن عثمان، فلما أتى إليه قال له يا أبا عثمان ما تقول في فلج القوم مثل فلج نزوى في أرض سمد وهي لبني أبي المعمر، فأتى عليه السيل فاجتاحه فلم يقدروا إخراجه إلا في أموال الناس، فهل لهم ذلك؟ فقال سليمان : نعم لهم ذلك، فقال له الإمام : لهم ذلك بالثمن أم بغير الثمن ؟ فقال سليمان : لهم ذلك بالثمن، فقال الامام الثمن يكون بما قال أرباب الأموال أم بقيمة العدول ؟ فقال له سليمان : بل بقيمة العدول. فلما عرف الامام غسان رأي سليمان بن عثمان في ذلك تمسك به فلما انصرف سليمان ارسل إلى القاسم بن الاشعث فلما أتى قال الامام : اذهب فادع خصمائك فانطلق القاسم بن الاشعث، فأتى بهم إلى الإمام وهم بنو زياد، فلما حضروا معه طلب القاسم بن الاشعث مجرى لفلجهم بالثمن، فقال أهل نزوى ليس علينا ذلك، فقال لهم الامام هذا رأي سليمان ابن عثمان القاضي، فانطلق أهل نزوى إلى القاضي سليمان وأخبروه بما قال لهم الامام وقالوا له : إنه قال هذا رأي سليمان بن عثمان، وكان القاضي من أهل نزور وله فيهم مقام محترم، فقال لهم غرني الامام فانطلق سليمان فأتى الامام فقال : لقد رجعت عن رأي ذلك، فقال له الامام : فاني لا أقيل وتمسك بذلك الرأي.

## وفاته
عاش الامام غسان بن عبد الله الخروصي اليحمدي الأزدي في إمامته بعمان خمس عشرة سنة وسبعة أشهر ومرض يوم الأربعاء لثمان بقين من ذي القعدة سنة 207 هـ ومات يوم الأحد بعد صلاة الفجر لأربع بقين من ذي القعدة من السنة المذكورة، فكان مرضه خمسة أيام.

## مواجع
1. ↑  الموسوعة العمانية، المجلد7، وزارة التراث والثقافة، 2013م، ص2654.
2. 1 2  "أئمة عمان". www.hukam.net. مؤرشف من الأصل في 2021-02-14. اطلع عليه بتاريخ 2021-05-31.
3. ↑  Abdelraouf، Mostafa. "الفهرست - غسان بن عبدالله الخروصي". الفهرست. مؤرشف من الأصل في 2021-06-02. اطلع عليه بتاريخ 2021-05-30.
4. ↑  "تاريخ عمان | 18 ـ إمامة غسان بن عبد الله". books.rafed.net. مؤرشف من الأصل في 2021-04-27. اطلع عليه بتاريخ 2021-05-31.
5. ↑  "شخصيات حكمت عمان: الشخصية الثانية عشرة: غسّان بن عبد الله اليحمدي إمام عمان". مؤرشف من الأصل في 2018-09-15. اطلع عليه بتاريخ 2021-05-31.
6. ↑  "المطلب الأول: دولة الإباضية في عُمان". dorar.net. مؤرشف من الأصل في 2017-11-10. اطلع عليه بتاريخ 2021-05-31.